# Ischnothyreus falcatus
Espèce
Ischnothyreus falcatus est une espèce d'araignées aranéomorphes de la famille des Oonopidae.

## Distribution
Cette espèce est endémique de Hainan en Chine,.

## Description
Le mâle holotype mesure 1,28 mm et la femelle 1,21 mm.

## Publication originale
- Tong & Li, 2008 : The oonopid spiders (Araneae: Oonopidae) from Hainan Island, China. The Raffles Bulletin of Zoology, vol. 56, no 1, p. 55-66 (texte intégral).